# Сурков, Леонид Петрович
Леонид Петрович Сурков (19 апреля 1938, Циммермановка, Дальневосточный край — 25 марта 2024) — ректор Иркутского Государственного Университета Путей Сообщения (1987—2002), кандидат экономических наук, профессор, заведующий кафедрой «Экономика и управление на железнодорожном транспорте» (ЭиУЖТ), академик Международной академии наук педагогического образования. член-корреспондент Сибирского отделения Академии наук высшей школы.

## Биография
Леонид Петрович родился 19 апреля 1938 года в с. Циммермановка Ульчского района Хабаровского края. После окончания школы в 1956 году поступил учиться в Хабаровский институт инженеров железнодорожного транспорта (ХабИИЖТ). Институт успешно окончил в 1961 году с присвоением квалификации «инженер-электромеханик».
После распределения в 1961 году был направлен на работу в локомотивное депо станции Иркутск-Сортировочный Восточно-Сибирской железной дороги, где работал помощником машиниста электровоза, бригадиром, мастером, старшим мастером.
В 1973 году Леонид Петрович поступил в аспирантуру Академии общественных наук при ЦК КПСС, специальность «Основы научного управления социалистической экономикой». В 1976 году Сурков защитил научную работу по теме «Территориально-производственный комплекс в системе управления народным хозяйством».
С 1976 года работал заместителем заведующего отделом транспорта и связи Иркутского обкома КПСС.
С 1977 по 1983 год одновременно с работой преподавал в Иркутском институте народного хозяйства.
В 1981—1982 годах — советник-посланник при ЦК народно-демократической партии Афганистана.
В 1983 году назначен зав. экономическим отделом Иркутского обкома КПСС. Избирался кандидатом в члены обкома КПСС, был депутатом областного Совета народных депутатов.
В 1984 году Суркову Л. П. было присвоено звание доцента.
В 1987 году впервые состоялись выборы ректора ИрИИТ, в результате которых Сурков был выбран ректором. В этой должности Леонид Петрович проработал 15 лет, включая самые тяжёлые 90-е годы, с 4 июня 1987 г. по 18 мая 2002 г.
С 2013 года Л. П. Сурков являлся руководителем магистратуры по направлению 38.03.04 «Экономика».
Л. П. Сурков внёс огромный, неоценимый вклад в становление и развитие ИрИИТ, повысив его рейтинг среди других вузов города и отраслевых высших учебных заведений страны, и подняв его статус до Университета. За годы работы ВУЗ изменился внешне и внутренне. Были выстроены новые учебные корпуса и лаборатории. Была создана современная материально-техническая база, спроектирована и внедрена корпоративная сеть с использованием новейших информационных технологий и современной вычислительной техники, открыта аспирантура по ряду технических направлений. Количество профессоров возросло с 2х человек в 1987 до 42 в 2002.
Более 20 лет, до 2012 года, Сурков возглавлял кафедру «Экономика и управление на железнодорожном транспорте». Кроме того, Леонид Петрович руководил подготовкой аспирантов.
Профессор Сурков Л. П. опубликовал более 60 научных статей.
Умер 25 марта 2024 года в возрасте 85 лет.

## Награды
За свои достижения был неоднократно награждён:
- Нагрудный знак «Почётный железнодорожник» (1995)
- Нагрудный знак «Почётный железнодорожник» Монголии (1998)
- Нагрудный знак «За безупречный труд на федеральном железнодорожном транспорте 20 лет» (2003).
- Нагрудный знак «Почётный работник высшего профессионального образования» (1996)
- Медаль «Памятная медаль имени А. А. Бетанкура» (2002)